# Болотово (Палкінський район)
Болотово (рос. Болотово) — присілок в Палкінському районі Псковської області Російської Федерації.
Населення становить 17 осіб. Входить до складу муніципального утворення Палкінська волость.

## Історія
Від 2015 року входить до складу муніципального утворення Палкінська волость.

## Населення
| 2001 | 2002 | 2010 | 2016 |
| ---- | ---- | ---- | ---- |
| 14   | →14  | ↘6   | ↗17  |